# 茶野篤政
茶野 篤政（ちゃの とくまさ、1999年8月4日 - ）は、滋賀県八日市市（現：東近江市）出身のプロ野球選手（外野手）。右投左打。オリックス・バファローズ所属。

## 経歴

### プロ入り前
東近江市立八日市南小学校（現：東近江市立箕作小学校）1年生から野球を始める。八日市ビクトリーを経て、東近江市立聖徳中学校時代は竜王ジャガースの10期生としてプレーした。中学3年生春には一塁へのヘッドスライディングで左腕を複雑骨折する怪我を負うも、片手で練習を続け、夏の大会にも出場した。
岐阜県にある中京高等学校に進学したが控え選手に甘んじ、3年夏は代打出場したのみであった。1年先輩に、今井順之助と加藤壮太がいる。
愛知大学野球連盟2部リーグ所属の名古屋商科大学では1年秋からレギュラーの座を掴んだ。大学卒業も野球を継続するつもりでいたが、4年秋の時点で社会人野球チームへの所属が決まらず、一時は公務員試験の勉強にも取り組んでいた。4年生の6月にコーチの赤松幸輔とともに四国アイランドリーグplus・徳島インディゴソックスの試合を観戦し、その際の赤松の勧めや、その試合に出場していた村川凪が同年に育成ドラフト指名を受けたことから、同球団でのプレーに挑戦することを決意し、練習参加を経て特別合格した。

### 四国・徳島時代
2022年開幕戦に先発出場はできず、前期の序盤は調子が上がらなかったものの、6月15日のオリックス・バファローズ二軍との交流戦で本塁打を含む4安打4打点1盗塁の活躍を見せるなど、打撃が開眼。また、コーチの橋本球史指導のもと、盗塁数も増やしてリードオフマンとして定着し、前期ではリーグトップの17盗塁を記録。後期からは打者に転向した日隈モンテルとの1・2番コンビを形成した。最終的に打率.3164で首位打者を獲得し、37盗塁、出塁率.418はリーグ2位だった。外野手としてベストナインにも選出されている。
NPB球団からの調査書は3通届き、同年のNPBドラフト会議において、オリックス・バファローズより育成ドラフト4位で指名を受けた。11月15日に、支度金350万円、年俸240万円（いずれも推定）でオリックスと仮契約を結んだ。背番号は033。11月30日の新人選手入団発表記者会見では、対戦したい投手として同じ滋賀県出身で東北楽天ゴールデンイーグルスの則本昂大の名を挙げた。なお、徳島で1・2番コンビを組んだモンテルも埼玉西武ライオンズより育成指名を受けた。

### オリックス時代
2023年の春季キャンプはB組スタートながらもアピールを続け、オープン戦には3月23日時点で7試合に出場し、13打数6安打の打率.462、2打点、OPS1.038の好成績を記録。広い守備範囲や強肩も首脳陣に認められ、シーズン開幕前の同月24日に支配下登録が発表された。背番号は61に変更となり、推定年俸は500万円になった。オープン戦打率は最終的には.273まで落ちたが、3月31日の埼玉西武ライオンズとの開幕戦（ベルーナドーム）では8番レフトでスターティングメンバーに起用された。育成ドラフトで入団した1年目の選手が開幕戦で先発出場するのは史上初。NPB初打席は三塁への内野安打で出塁し、盗塁も記録した。好調を維持すると、打順は1番に固定され始め、NPB初猛打賞を記録した4月9日の試合終了時点ではリーグ打率1位に浮上した。この日以降は当たりがなかなか出なくなり、打順を下げられることもありつつ、先発出場を続け、同月28日からは5度のマルチ安打を含む14試合連続安打を記録した。6月1日の広島東洋カープ戦（京セラドーム大阪）、8回裏の二死満塁の場面でNPB公式戦1号となる本塁打を放った。育成選手出身のルーキーが初年度に公式戦で満塁本塁打を記録したのはNPB史上初となる。同月14日に初めて先発出場から外れ、翌15日に下半身のコンディション不良のため初めて欠場した。7月に入ると4試合の出場で打率は1割を切り、疲労面も考慮され、同月7日に二軍での再調整のため初めて登録を抹消、同月26日に出場選手に再登録された。8月も月間打率2割台前半と調子が上がり切らず、21日に再度登録を抹消されたが、二軍での調整において5試合の出場で打率.391と状態を上げ、同月31日に出場選手に再登録された。同日の第1打席に安打を記録したもののそのあとは当たりが出ず、9月に入ってからは一度も出塁できないまま15日に三度目となる一軍登録抹消となる。このため、20日にチームがリーグ優勝した際には、「一軍ベンチに入れていなかった」という悔しさと、翌日二軍の試合があったことから、ビールかけには参加しなかった。クライマックスシリーズには出場せず、10月9日から開催のみやざきフェニックス・リーグに参加し、また、28日開幕の日本シリーズの出場資格者名簿にも含まれなかった。その後は高知秋季キャンプに参加した。契約更改では1600万円増の推定年俸2100万円という大幅アップになったものの、会見の場では後半戦の失速を悔やんだ。
2024年の春季キャンプはAグループに振り分けられたが、開幕を二軍で迎える。5月18日に同年初一軍登録され、21日の対日ハム戦で9番・左翼で同年初出場した。

## 選手としての特徴
学生時代は巧打の二塁手として活躍し、大学1年秋から二塁のレギュラーの座をつかんだものの、3年時にコーチの赤松幸輔から外野手への転向を勧められた。そのため、プロ入り後は外野手登録となり、徳島では右翼を中心に3か所すべてを守った。思い切りの良い打撃と50m5秒9の俊足が魅力の選手。大学時代は牽制死を恐れてリードを大きく取れなかったものの、徳島ではコーチの橋本の指導により、それまでより大きくリードを取るようになり、初球から積極的に走れるようになった。スピードを落とさないヘッドスライディングでガッツのあるプレーを見せる。

## 人物
愛称は「チャーボー」。武将のような古風な名前から、ファンからは「篤政殿」と呼ばれることもある。
多くがNPB入りを目指して独立リーグ球団に入団する中、茶野は大学時代はNPB入りを全く考えておらず徳島に来てから周りの選手の態度に感化され、自身もNPB入りを目指すようになった。もしも社会人野球チームに入っていたら、目指すものは違っていたという。
前述のオリックス交流戦での躍動や徳島での首位打者争いなどで注目されるようになったが、それまでは大舞台とは無縁の野球人生であり、「正直、こんな状況は想定してなかった」と語る。
中学時代に「ゴミと目が合ったら拾え」という指導者から教えがあり、大学時代、茶野は試合があった学校のグラウンドでゴミ拾いに没頭し、鞄に入り切らない量のゴミを集めたことがある。高校時代の寮生活でもゴミ出しや掃除を率先して行う気の利く性格だったと、当時部長の氏家雄亮が語っている。
チーム内で尊敬している選手は中川圭太。
理想とする選手として辰己涼介の名前を挙げている。

## 詳細情報

### 年度別打撃成績
| 年 度     | 球 団      | 試 合 | 打 席 | 打 数 | 得 点 | 安 打 | 二 塁 打 | 三 塁 打 | 本 塁 打 | 塁 打 | 打 点 | 盗 塁 | 盗 塁 死 | 犠 打 | 犠 飛 | 四 球 | 敬 遠 | 死 球 | 三 振 | 併 殺 打 | 打 率 | 出 塁 率 | 長 打 率 | O P S |
| --------- | ---------- | ----- | ----- | ----- | ----- | ----- | -------- | -------- | -------- | ----- | ----- | ----- | -------- | ----- | ----- | ----- | ----- | ----- | ----- | -------- | ----- | -------- | -------- | ----- |
| 2023      | オリックス | 91    | 344   | 312   | 37    | 74    | 7        | 0        | 1        | 84    | 23    | 7     | 5        | 7     | 1     | 16    | 0     | 8     | 76    | 1        | .237  | .291     | .269     | .560  |
| 2024      | オリックス | 16    | 57    | 52    | 6     | 14    | 2        | 1        | 0        | 18    | 6     | 5     | 0        | 1     | 1     | 3     | 0     | 0     | 13    | 0        | .269  | .304     | .346     | .650  |
| 通算：2年 | 通算：2年  | 107   | 401   | 364   | 43    | 88    | 9        | 1        | 1        | 102   | 29    | 12    | 5        | 8     | 2     | 19    | 0     | 8     | 89    | 1        | .242  | .293     | .280     | .573  |

- 2024年度シーズン終了時

### 年度別守備成績
| 年 度 | 球 団      | 外野  | 外野  | 外野  | 外野  | 外野  | 外野     |
| 年 度 | 球 団      | 試 合 | 刺 殺 | 補 殺 | 失 策 | 併 殺 | 守 備 率 |
| ----- | ---------- | ----- | ----- | ----- | ----- | ----- | -------- |
| 2023  | オリックス | 89    | 155   | 3     | 0     | 1     | 1.000    |
| 2024  | オリックス | 16    | 28    | 0     | 1     | 0     | .966     |
| 通算  | 通算       | 105   | 183   | 3     | 1     | 1     | .995     |

- 2024年度シーズン終了時

### 記録

#### NPB
初記録
- 初出場・初先発出場：2023年3月31日、対埼玉西武ライオンズ1回戦（ベルーナドーム）、8番・右翼手で先発出場 ※育成ドラフトで入団1年目の選手が開幕戦に先発出場するのは史上初[55]
- 初打席・初安打：同上、3回表に髙橋光成から三塁内野安打[55]
- 初盗塁：同上、3回表に二盗（投手：髙橋光成、捕手：柘植世那）[55]
- 初打点：2023年4月12日、対東北楽天ゴールデンイーグルス2回戦（楽天モバイルパーク宮城）、8回表に弓削隼人から右前適時打[56]
- 初本塁打：2023年6月1日、対広島東洋カープ3回戦（京セラドーム大阪）、8回裏に薮田和樹から右越満塁本塁打[57]

その他の記録
- プロ初本塁打が満塁本塁打 ※史上92人目、新人では22人目

### 独立リーグでの年度別打撃成績
| 年 度     | 球 団     | 試 合 | 打 席 | 打 数 | 得 点 | 安 打 | 二 塁 打 | 三 塁 打 | 本 塁 打 | 塁 打 | 打 点 | 盗 塁 | 盗 塁 死 | 犠 打 | 犠 飛 | 四 球 | 敬 遠 | 死 球 | 三 振 | 併 殺 打 | 打 率 | 出 塁 率 | 長 打 率 | O P S |
| --------- | --------- | ----- | ----- | ----- | ----- | ----- | -------- | -------- | -------- | ----- | ----- | ----- | -------- | ----- | ----- | ----- | ----- | ----- | ----- | -------- | ----- | -------- | -------- | ----- |
| 2022      | 徳島      | 59    | 218   | 177   | 39    | 56    | 7        | 3        | 2        | 75    | 23    | 37    | 12       | 5     | 3     | 21    | -     | 12    | 34    | 0        | .316  | .418     | .424     | .842  |
| 通算：1年 | 通算：1年 | 59    | 218   | 177   | 39    | 56    | 7        | 3        | 2        | 75    | 23    | 37    | 12       | 5     | 3     | 21    | -     | 12    | 34    | 0        | .316  | .418     | .424     | .842  |

- 各年度の太字はリーグ最高

### 背番号
- 3（2022年）
- 033（2023年 - 同年3月23日）
- 61（2023年3月24日 - ）